# Mejor Jugador Joven de la LNB Pro A
El premio al Mejor Jugador Joven de la LNB Pro A (en francés: Meilleur Jeune de LNB Pro A) es el premio que se concede al mejor jugador menor de 22 años de la temporada de la LNB Pro A, la primera categoría del baloncesto en Francia.

## Ganadores

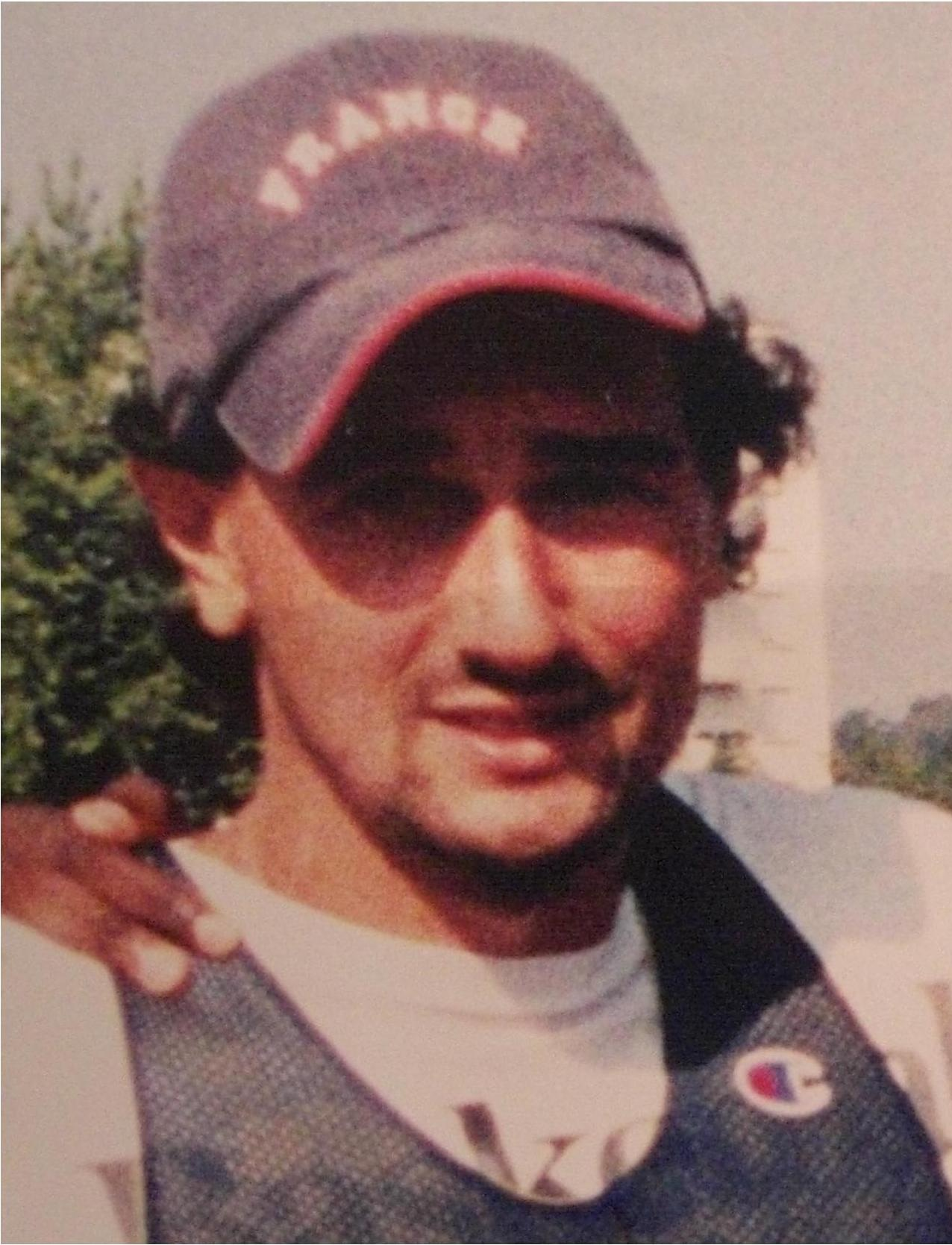
Yann Bonato ganó el premio en 1993

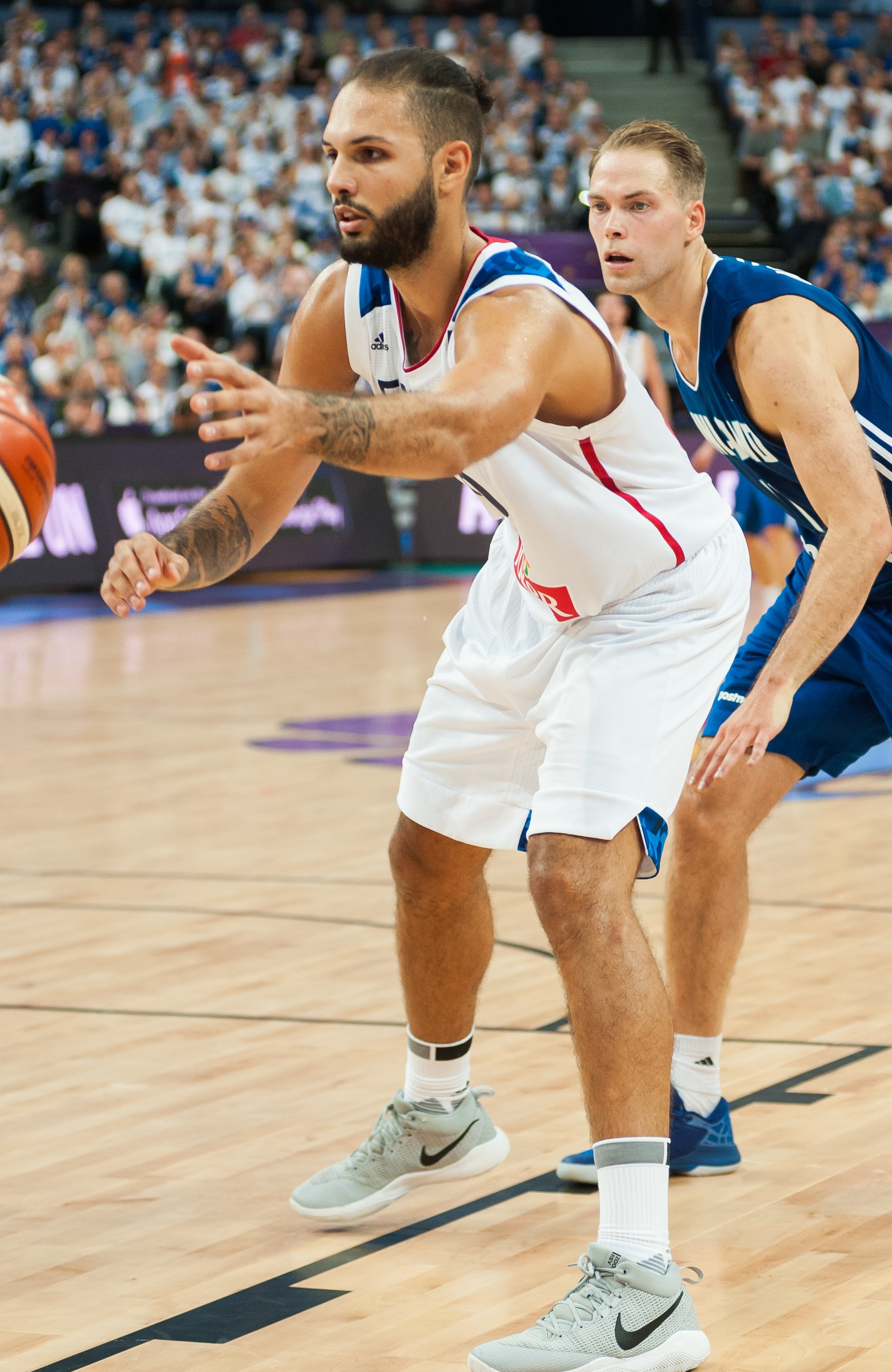
Guard Evan Fournier ganó el premio en 2011 y 2012

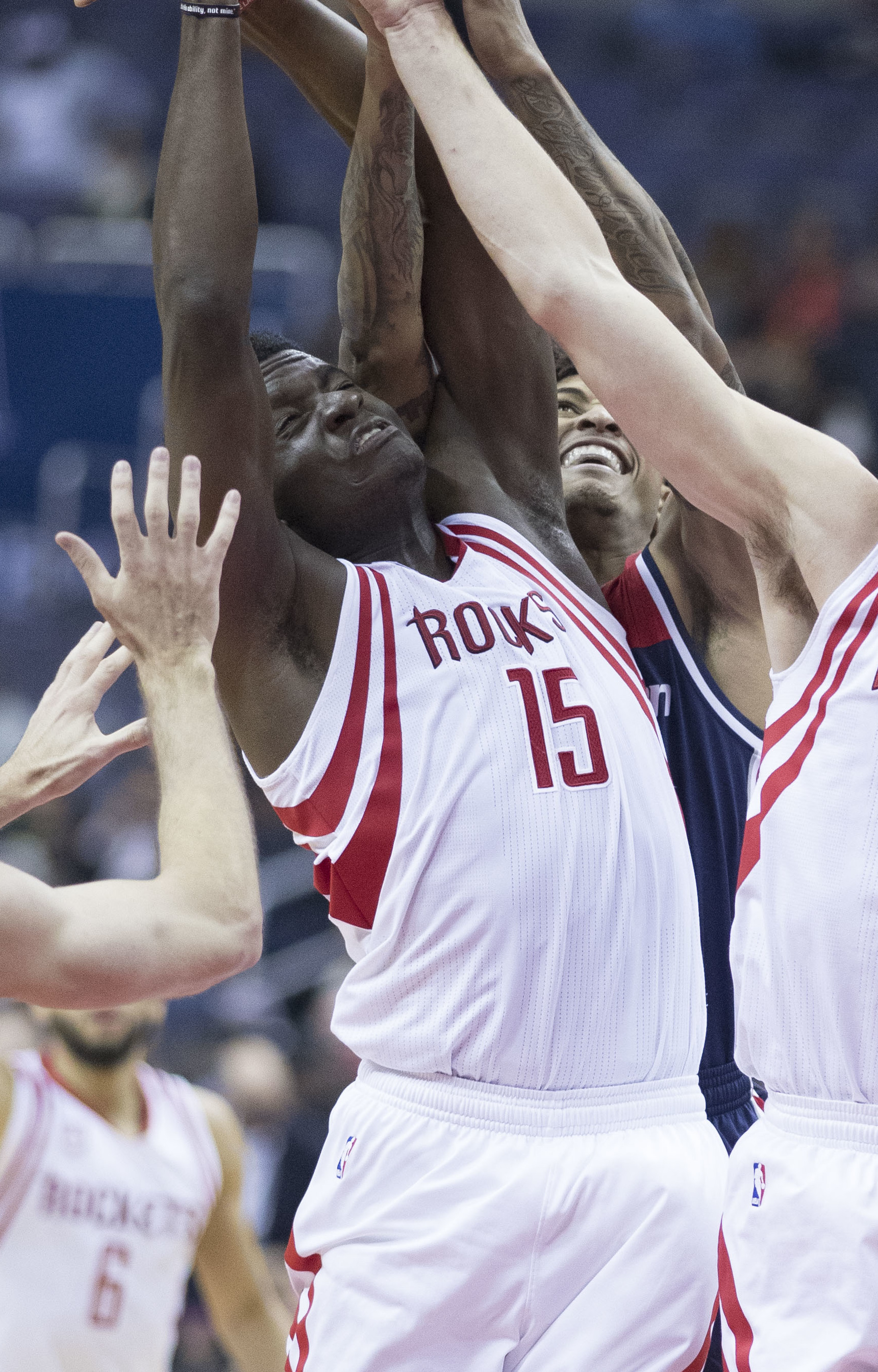
Clint Capela fue el primer suizo en ganar el galardón en 2014

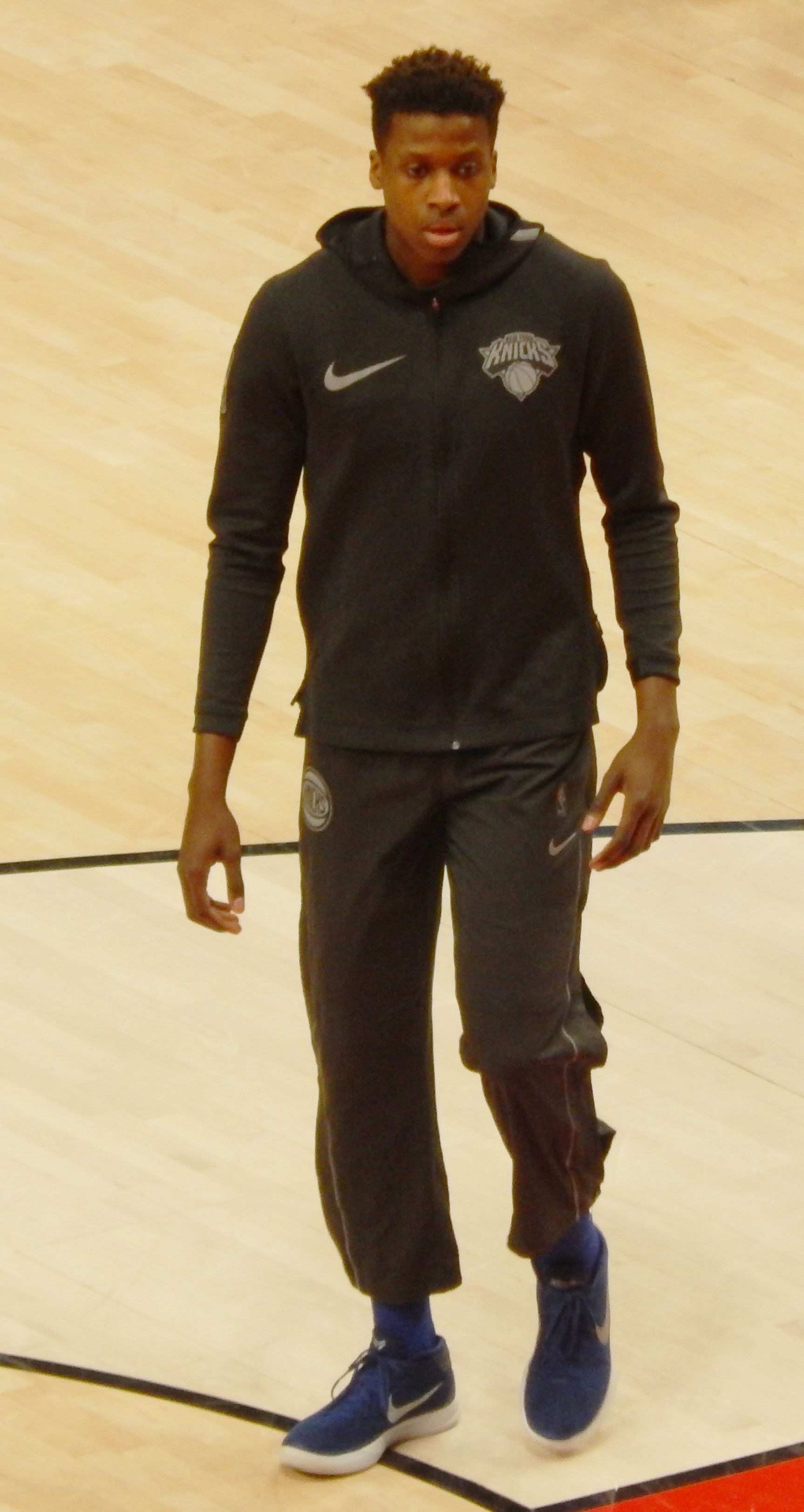
Frank Ntilikina ganó el premio en 2017 y 2018

| ^          | Denota jugador aún en activo en la Pro A                                   |
| *          | Ingresado en el FIBA Hall of Fame o en la Académie du basket-ball français |
| Player (X) | Denota el número de veces que consiguió el galardón                        |

| Temporada | Jugador                  | Posición      | Nacionalidad             | Equipo                        | Ref.          |
| --------- | ------------------------ | ------------- | ------------------------ | ----------------------------- | ------------- |
| 1982–83   | Valéry Demory            | Base          | Francia                  | Stade Français                |               |
| 1983–84   | Stéphane Ostrowski*      | Alero         | Francia                  | Le Mans                       |               |
| 1984–85   | Valéry Demory (2)        | Base          | Francia                  | Stade Français                |               |
| 1985–86   | Christian Garnier        | Alero         | Francia                  | Monaco                        |               |
| 1986–87   | Didier Gadou             | Alero         | Francia                  | Pau-Orthez                    |               |
| 1987–88   | Hugues Occansey          | Alero         | Francia                  | Limoges CSP                   |               |
| 1988–89   | Jim Bilba                | Alero         | Francia                  | Cholet                        |               |
| 1989–90   | Antoine Rigaudeau*       | Base          | Francia                  | Cholet                        |               |
| 1990–91   | Antoine Rigaudeau* (2)   | Base          | Francia                  | Cholet                        |               |
| 1991–92   | Antoine Rigaudeau* (3)   | Base          | Francia                  | Cholet                        |               |
| 1992–93   | Yann Bonato              | Alero         | Francia                  | Olympique Antibes             |               |
| 1993–94   | Alain Digbeu             | Alero         | Francia                  | ASVEL                         |               |
| 1994–95   | Alain Digbeu (2)         | Alero         | Francia                  | ASVEL                         |               |
| 1995–96   | Fabien Dubos             | Alero         | Francia                  | Pau-Orthez                    |               |
| 1996–97   | Frédéric Weis            | Pívot         | Francia                  | Limoges CSP                   |               |
| 1997–98   | Willem Laure             | Alero         | Francia                  | JDA Dijon                     |               |
| 1998–99   | Frédéric Weis (2)        | Pívot         | Francia                  | Limoges CSP                   |               |
| 1999–00   | David Gautier            | Alero         | Francia                  | Cholet                        |               |
| 2000–01   | Tony Parker              | Base          | Francia                  | Racing Paris                  |               |
| 2001–02   | Boris Diaw               | Alero         | Francia                  | Élan Béarnais Pau-Orthez      |               |
| 2002–03   | Pape-Philippe Amagou     | Base          | Costa de Marfil          | Le Mans                       |               |
| 2003–04   | Pape-Philippe Amagou (2) | Base          | Costa de Marfil          | Le Mans                       |               |
| 2004–05   | Michael Mokongo          | Base          | República Centroafricana | Élan Chalon                   |               |
| 2005–06   | Ian Mahinmi              | Pívot         | Francia                  | STB Le Havre                  |               |
| 2006–07   | Nicolas Batum            | Alero         | Francia                  | Le Mans                       |               |
| 2007–08   | Nicolas Batum (2)        | Alero         | Francia                  | Le Mans                       |               |
| 2008–09   | Thomas Heurtel           | Base          | Francia                  | Élan Béarnais Pau-Lacq-Orthez |               |
| 2009–10   | Andrew Albicy            | Base          | Francia                  | Paris-Levallois               |               |
| 2010–11   | Evan Fournier            | Base          | Francia                  | Poitiers                      |               |
| 2011–12   | Evan Fournier (2)        | Base          | Francia                  | Poitiers                      |               |
| 2012–13   | Livio Jean-Charles       | Alero         | Francia                  | ASVEL                         | [ 3 ]         |
| 2013–14   | Clint Capela             | Pívot         | Suiza                    | Cholet                        | [ 4 ]         |
| 2014–15   | Petr Cornelie            | Alero         | Francia                  | Le Mans                       | [ 5 ]         |
| 2015–16   | Frank Ntilikina          | Base          | Francia                  | SIG Strasbourg                | [ 6 ]         |
| 2016–17   | Frank Ntilikina (2)      | Base          | Francia                  | SIG Strasbourg                | [ 7 ]         |
| 2017–18   | Adam Mokoka              | Base          | Francia                  | BCM Gravelines                | [ 8 ]         |
| 2018–19   | Théo Maledon             | Base          | Francia                  | LDLC ASVEL                    | [ 9 ]         |
| 2019–20   | No se entregó            | No se entregó | No se entregó            | No se entregó                 | No se entregó |
| 2020–21   | Victor Wembanyama        | Pívot         | Francia                  | Nanterre 92                   | [ 11 ]        |
| 2021–22   | Victor Wembanyama (2)    | Pívot         | Francia                  | LDLC ASVEL                    | [ 12 ]        |
| 2022–23   | Victor Wembanyama (3)    | Pívot         | Francia                  | Metropolitans 92              |               |
| 2023–24   | Zaccharie Risacher       | Pívot         | Francia                  | JL Bourg Basket               |               |
| 2024–25   | Noah Penda               | Pívot         | Francia                  | Le Mans Sarthe Basket         |               |

## Premios por jugador
| Jugador              | Total |
| -------------------- | ----- |
| Antoine Rigaudeau    | 3     |
| Victor Wembanyama    | 3     |
| Alain Digbeu         | 2     |
| Pape-Philippe Amagou | 2     |
| Evan Fournier        | 2     |
| Frank Ntilikina      | 2     |
| Frédéric Weis        | 2     |

## Premios por nacionalidad
| Player                   | Total |
| ------------------------ | ----- |
| Francia                  | 37    |
| Costa de Marfil          | 2     |
| Suiza                    | 1     |
| República Centroafricana | 1     |